# Eristalis rubix
Eristalis rubix är en tvåvingeart som beskrevs av Violovitsh 1977. Eristalis rubix ingår i släktet slamflugor, och familjen blomflugor. Inga underarter finns listade i Catalogue of Life.